# Doña Bárbara (película de 1943)
Doña Bárbara es una película mexicana de drama romántico de 1943, producida, escrita y dirigida por Fernando de Fuentes y protagonizada por María Félix, Julián Soler, María Elena Marqués y Andrés Soler. Esta película está basada en la novela homónima escrita por el venezolano Rómulo Gallegos, quien también participó en la película al 'coescribir' el guion.

## Sinopsis
Doña Bárbara es una rica terrateniente, inclemente por una experiencia traumática que tuvo de adolescente al ser violada por un grupo de sanguinarios piratas que también le arrebataron el primer amor de su vida, Asdrúbal. Ella ha acumulado grandes tierras y manadas extensas de ganado usando a los hombres para su provecho personal, así como por medios ilegales, tales como el soborno a los funcionarios locales. Uno de los pocos terratenientes restantes en el área es Santos Luzardo, que ha vuelto del extranjero para imponer control en el rancho de su familia. Él sospecha que el capataz del rancho, Balbino Paiba, ha estado trabajando de forma disimulada para Doña Bárbara a fin de poder robar sus ganados. Los otros peones no creen que Santos sea el que le ponga bocado a las fechorías de Doña Bárbara, pero él demuestra con su excesivo manejo del caballo, que el equilibrio del poder de la región está a punto de cambiar.
Doña Bárbara tiene una hija adolescente, Marisela, nacida de su vínculo con Lorenzo Barquero, terrateniente con quien ella estuvo involucrada y al cual dejó quebrado y bajo el daño total del alcohol. La muchacha, Marisela, ante un padre alcohólico y una madre que no quiere saber de ella, es dejada al completo abandono, aunque Juan Primito un criado de Doña Bárbara, se ocupa secretamente de ella. Cuando Santos Luzardo conoce a Marisela, decide ocuparse de ella y de su padre y logra llevarlos a su rancho, principalmente con el interés de proporcionar a Marisela instrucción y educación, así como alejar a Lorenzo Barquero del alcoholismo. Mientras tanto, Doña Bárbara se siente atraída a Santos, pero cuando ella se entera de que su propia hija es un rival para su afecto, busca por todas las vías arruinarlos.

## Reparto
- María Félix como Doña Bárbara, la devoradora de hombres, la Doña.
- Julián Soler como Santos Luzardo.
- María Elena Marqués como Marisela Barquero.
- Andrés Soler como Lorenzo Barquero.
- Charles Rooner como Don Guillermo.
- Agustín Isunza como Juan Primito.
- Miguel Inclán como Melquiades.
- Eduardo Arozamena como Melesio Sandoval.
- Antonio R. Frausto como Antonio Sandoval.
- Luis Aragón como Mauricio Sandoval
- Pedro Galindo como Nieves.
- Paco Astol como Mujiquita.
- Arturo Soto Rangel como Coronel Pernalete.
- Manuel Dondé como Carmelito López.
- Felipe Montoya como Balbino Paiba.
- Luis Jiménez Morán como Pajarote.
- Alfonso Bedoya como Peasant.

## Otras versiones
- Doña Bárbara también se ha adaptado en una telenovela venezolana de 1975 para la televisión, así como una película argentina dirigida por Betty Kaplan en  1998.

- Existe una versión colombiana de Doña Bárbara producida en 2008 por Telemundo y protagonizada por la actriz mexicana Edith González y el actor peruano Christian Meier.

- Doña Bárbara fue la versión salvadoreña realizada por Daniel Polanco y CECCO Producciones en el 2012, protagonizada por Jocelyn Recinos, David Rodríguez López y Ángeles Polanco.

- La Doña, versión mexicana de 2016 protagonizada por Aracely Arámbula, David Chocarro y Danna Paola.

## Reconocimientos
Este filme ocupa el lugar 75 dentro de la lista de las 100 mejores películas del cine mexicano, según la opinión de 25 críticos y especialistas del cine en México, publicada por la revista mexicana somos en julio de 1994.
El actor comediante Agustín Isunza obtuvo, por parte de los periodistas, un reconocimiento por su trabajo en esta película.